# James Balfour Paul

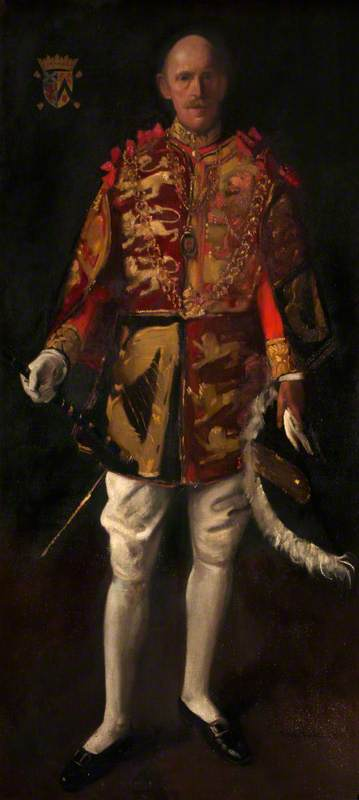
Sir James Balfour Paul in der Amtstracht des Lord Lyon King of Arms, 1901

Familienwappen des Sir James Balfour Paul

Sir James Balfour Paul KCVO CStJ FSAS (geboren am 16. November 1846 in Edinburgh; gestorben am 15. September 1931 ebenda) war ein schottischer Heraldiker und Historiker sowie Lord Lyon King of Arms.

## Leben
James Balfour Paul war der zweite Sohn des presbyterianischen Geistlichen Rev. John Paul (1796–1873) aus dessen Ehe mit Margaret Balfour, Tochter des
James Balfour, 4. Laird of Pilrig (1774–1860). Er besuchte zunächst die Royal High School und studierte an der Universität Edinburgh. 1870 erhielt er als Advocate die Gerichtszulassung für Schottland. Er betätigte sich in den Jahren 1875 bis 1887 als Herausgeber des Journal of Jurisprudence and Scottish Law Magazines und war von 1879 bis 1890 Registrator der „Friendly Societies for Scotland“. Zudem war er Fellow der Society of Antiquaries of Scotland, für die er 1898 im Rahmen der Rhind Lectures eine Vorlesungsreihe zum Thema Heraldik hielt, und wurde im Jahr 1908 an der Universität Edinburgh zum Doktor der Rechte (LL.D.) promoviert. Er befasste sich intensiv mit dem Adel Schottlands und gab insbesondere in den Jahren 1904 bis 1914 das mehrteilige Werk The Scots Peerage heraus.
Am 12. März 1890 erhielt er das Staatsamt des Lord Lyon King of Arms und war damit der Wappenkönig für Schottland. Am 9. Februar 1900 wurde er von Königin Victoria als Knight Bachelor geadelt. Am 11. Dezember 1900 wurde er zu einem Esquire des Order of St. John (EsqStJ) und später zu einem Commander des Order of St. John (CStJ) ernannt. Am 20. Juli 1911 wurde er als Commander des Royal Victorian Order (CVO) ausgezeichnet und am 1. Januar 1926 zum Knight Commander des Royal Victorian Order (KCVO) erhoben. Am 21. Juli 1926 erhielt er auch das Amt des Sekretärs des Distelordens (Secretary of the Order of the Thistle). Zum 1. Januar 1927 trat er von den Ämtern des Lord Lyon King of Arms und des Sekretärs des Distelordens zurück. Er starb 1931 und wurde auf dem Dean Cemetery in Edinburgh begraben.

## Familie
Er war ab dem 18. Juli 1872 mit Helen Margaret Forman († 20. Dezember 1929), Tochter des John Nairne Forman, Laird of Staffa, verheiratet. Das Paar hatte eine Tochter († 1926), sowie drei Söhne:
- John William Balfour Paul (4. Juni 1873 – 23. April 1957), Lieutenant-Colonel der British Army, Herold (Falkland Pursuivant und Marchmont Herald) am Court of the Lord Lyon;[8]
- Arthur Forman Balfour Paul (7. August 1875 – 3. Juni 1938), Architekt;[9]
- Cuthbert Balfour Paul (21. November 1876 – 25. Oktober 1926), Chirurg.[10]

## Werke (Auswahl)
- The History of the Royal Company of Archers. The Queen’s Body-guard for Scotland. W. Blackwood, Edinburgh / London 1875 (archive.org).
- Handbook to the Parliament House, with biographical catalogue of the portraits and historical and descriptive notes. William Green, Edinburgh 1884.
- An ordinary of arms contained in the public register of all arms and bearings in Scotland. W. Green & Sons, Edinburgh 1893 (archive.org).
- Heraldry in relation to Scottish history and art; being the Rhind lectures on archaeology for 1898. David Douglas, Edinburgh 1900 (archive.org).
- Some Pauls of Glasgow and their descendants. The scanty record of an obscure family. Edinburgh 1912 (archive.org).

als Herausgeber
- Registrum magni sigilli regum Scotorum = The Register of the Great Seal of Scotland. Band 2–10, H. M. General Register House, Edinburgh 1882–1883 (Band 2: 1424–1513. 1882 archive.org).
- The Scots Peerage. 8 Bände + Index, David Douglas, Edinburgh 1904–1914.
- Accounts of the Lord Treasurer of Scotland. Band 2–11, H. M. General Register House, Edinburgh 1900–1916 (Band 4: 1507–1513. 1902 archive.org).
- Diary of George Ridpath, minister of Stitchel, 1755–1761. T. &  A. Constable for the Scottish History Society, Edinburgh 1922 (archive.org).